# Boquete (huyện)
Huyện Boquete là một huyện (distrito) thuộc tỉnh Chiriquí ở Panama. Theo điều tra dân số năm 2000, huyện này có dân số 16943 người. Huyện Boquete có diện tích 489 km². Huyện lỵ đóng tại Bajo Boquete.